# Ива саянская
И́ва сая́нская (лат. Salix sajanensis) — вид цветковых растений из рода Ива (Salix) семейства Ивовые (Salicaceae).

## Распространение и экология
В природе ареал вида охватывает южные районы Сибири и северные районы Монголии и Китая.
Произрастает на каменных россыпях и по скалам в субальпийском поясе гор на высоте 1700—2100 м над уровнем моря.

## Ботаническое описание
Кустарник или деревцо высотой 2—5 м. Кора внизу серая, гладкая; на ветвях красно-бурая, тусклая или лоснящаяся. Ветви часто причудливо-изогнутые и книзу загнутые, довольно толстые, сильно узловатые.
Почки длиной до 7 мм, шириной 4 мм, тёмно-каштановые, тупые, вначале шелковистые, позже голые. Прилистники мелкие, щетиновидные, железистые, шелковистые, рано опадающие. Листья от обратно-яйцевидиых до удлинённо- и линейно-ланцетных, длиной 4—9 см, шириной 0,5—1,5 см, к основанию и верхушке суженные, несколько изогнутые, цельнокрайные, сверху тёмно-зелёные, тусклые, рассеянно-коротко-пушистые, позже голые, снизу от светло-зелёных до атласноблестящих.
Женские серёжки на очень короткой ножке, в основании с чешуйчатыми листочками, плотные, цилиндрические, длиной 2,5—3 см, шириной до 0,5 см. Прицветные чешуйки яйцевидные, наверху островатые, тёмно-бурые, почти чёрные, в основании светлее, густо-серебристо-волосистые. Нектарник продолговатый. Завязь почти сидячая или на очень короткой ножке, яйцевидная, зеленоватая и густо волосистая; столбик удлинённый; рыльца длинные, линейные, иногда раздвоенные.

## Таксономия
Вид Ива саянская входит в род Ива (Salix) семейства Ивовые (Salicaceae) порядка Мальпигиецветные (Malpighiales).
|  |                                      |  |                                                             |                                                             |                  |  | ещё 36 семейств (согласно Системе APG II) | ещё 36 семейств (согласно Системе APG II) |                    |  |  |  | ещё более 500 видов |
|  |                                      |  |                                                             |                                                             |                  |  | ещё 36 семейств (согласно Системе APG II) | ещё 36 семейств (согласно Системе APG II) |                    |  |  |  | ещё более 500 видов |
|  |                                      |  |                                                             | порядок Мальпигиецветные                                    |                  |  |                                           |                                           | род Ива            |  |  |  |                     |
|  |                                      |  |                                                             | порядок Мальпигиецветные                                    |                  |  |                                           |                                           | род Ива            |  |  |  |                     |
|  | отдел Цветковые, или Покрытосеменные |  |                                                             |                                                             | семейство Ивовые |  |                                           |                                           | вид Ива саянская   |  |  |  |                     |
|  | отдел Цветковые, или Покрытосеменные |  |                                                             |                                                             | семейство Ивовые |  |                                           |                                           |                    |  |  |  |                     |
|  |                                      |  | ещё 44 порядка цветковых растений (согласно Системе APG II) | ещё 44 порядка цветковых растений (согласно Системе APG II) |                  |  |                                           | ещё около 57 родов                        | ещё около 57 родов |  |  |  |                     |
|  |                                      |  |                                                             | ещё 44 порядка цветковых растений (согласно Системе APG II) |                  |  |                                           |                                           | ещё около 57 родов |  |  |  |                     |